# Чотайська волость
Чотайська волость — історична адміністративно-територіальна одиниця Євпаторійського повіту Таврійської губернії.
Станом на 1886 рік не мала відокремлених поселень та населення.
|                     | Площа, десятин | У тому числі орної, десятин |
| ------------------- | -------------- | --------------------------- |
| Сільських громад    | —              | —                           |
| Приватної власності | 85968          | 9108                        |
| Казенної власності  | 609            | 85                          |
| Іншої власності     | 18756          | 1171                        |
| Загалом             | 105333         | 10364                       |

Найбільші поселення волості:
- Чотай — селище, мечеть. За 4 версти — мечеть. За 5 верст — мечеть. За 6 верст — мечеть. За 7 верст — мечеть. За 8 верст — мечеть. За 9 верст — мечеть. За 10 верст — 2 мечеті. За 12 верст — 6 мечетей. За 15 верст — 11 мечетей, школа, лавка. За 18 верст — 4 мечеті. За 20 верст — 3 мечеті. За 22 версти — мечеть.